# برادران مارکس
برادران مارکس پنج برادر کمدین آمریکایی بودند که از دهه ۱۹۲۰ تا دهه ۱۹۶۰ در نمایش وودویل و سینما و تلویزیون کار می‌کردند.
خانواده برادران مارکس از یهودیان آلمانی‌تبار ساکن نیویورک بودند. آنان در اصل شش برادر بودند که اولی (مانفرد) در کودکی درگذشت. از پنج تن باقی‌مانده گروچو و هارپو و چیکو معروف‌تر بودند و زیپو و گامو چندان مورد توجه تماشاگران نبودند. آنان از کودکی به نواختن موسیقی و شرکت در نمایش‌های ودویل پرداختند. در ۱۹۲۹ قراردادی با شرکت فیلم‌سازی پارامونت پیکچرز امضا کردند و بازیگر سینما شدند. پس از بازی در چندین فیلم از شرکت‌های پارامونت و آر.ک.ئو و مترو گلدوین مایر، در ۱۹۴۱ اعلام کردند که «برادران مارکس» دست از بازیگری بر می‌دارند، اگرچه پس از آن نیز برخی از برادران گاه در فیلم و تلویزیون ظاهر می‌شدند.
شوخی‌های زبانی برادران مارکس (به ویژه گفته‌های گروچو) همراه با شیطنت آن‌ها (به‌ویژه کارهای هارپو که در فیلم‌ها سخن نمی‌گفت) و لهجه ایتالیایی‌نمای چیکو شخصیتی ویژه به این گروه داده بود و فیلم‌های آنان بر کمدین‌های پس از آن‌ها تأثیر زیادی داشت.

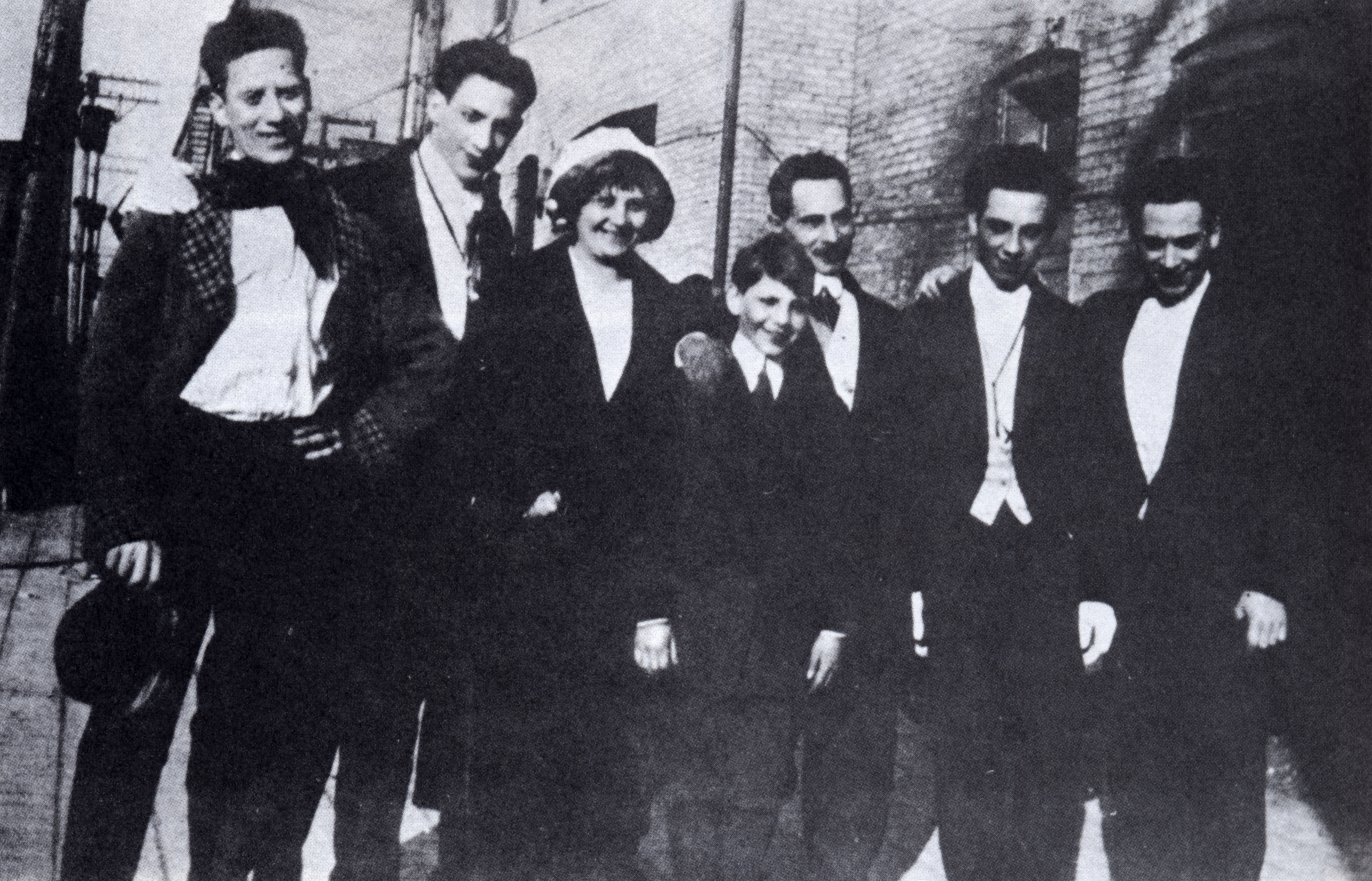
چپ به راست: گروچو, گامو, مینی (مادر), زپو, فرنچی (پدر), چیکو و هارپو, در حدود زمان اجرای آنها "Fun in Hi Skule" از ۱۹۱۳.

| نام هنری | نام واقعی   | تولد           | مرگ             |
| -------- | ----------- | -------------- | --------------- |
| چیکو     | لئونارد     | ۲۲ مارس ۱۸۸۷   | ۱۱ اکتبر ۱۹۶۱   |
| هارپو    | آدولف       | ۲۳ نوامبر ۱۸۸۸ | ۲۸ سپتامبر ۱۹۶۴ |
| گروچو    | یولیوس هنری | ۲ اکتبر ۱۸۹۰   | ۱۹ اوت ۱۹۷۷     |
| گامو     | میلتون      | ۲۳ اکتبر ۱۸۹۲  | ۲۱ آوریل ۱۹۷۷   |
| زپو      | هربرت       | ۲۵ فوریه ۱۹۰۱  | ۳۰ نوامبر ۱۹۷۹  |